# Форт-Ричі (Меріленд)
Форт-Ричі (англ. Fort Ritchie) — переписна місцевість (CDP) в США, в окрузі Вашингтон штату Меріленд. Населення — 12 осіб (2020).

## Географія
Форт-Ричі розташований за координатами 39°42′12″ пн. ш. 77°30′23″ зх. д. / 39.70333° пн. ш. 77.50639° зх. д. (39.703469, -77.506426).  За даними Бюро перепису населення США в 2010 році переписна місцевість мала площу 2,61 км², з яких 2,54 км² — суходіл та 0,07 км² — водойми.

## Демографія
Згідно з переписом 2010 року, у переписній місцевості мешкало 314 осіб у 102 домогосподарствах у складі 76 родин. Густота населення становила 120 осіб/км².  Було 111 помешкання (43/км²).
Расовий склад населення:
| - 88,5 % — білих - 8,0 % — чорних або афроамериканців |

До двох чи більше рас належало 3,5 %. Частка іспаномовних становила 0,6 % від усіх жителів.
За віковим діапазоном населення розподілялося таким чином: 36,9 % — особи молодші 18 років, 61,2 % — особи у віці 18—64 років, 1,9 % — особи у віці 65 років та старші. Медіана віку мешканця становила 24,3 року. На 100 осіб жіночої статі у переписній місцевості припадало 90,3 чоловіків;  на 100 жінок у віці від 18 років та старших — 85,0 чоловіків також старших 18 років.
Середній дохід на одне домашнє господарство  становив 40 807 доларів США (медіана — 39 474), а середній дохід на одну сім'ю — 45 078 доларів (медіана — 39 868). Медіана доходів становила 41 607 доларів для чоловіків та 38 553 долари для жінок. За межею бідності перебувало 19,8 % осіб, у тому числі 25,9 % дітей у віці до 18 років та 0,0 % осіб у віці 65 років та старших.
Цивільне працевлаштоване населення становило 85 осіб. Основні галузі зайнятості: освіта, охорона здоров'я та соціальна допомога — 25,9 %, роздрібна торгівля — 23,5 %, публічна адміністрація — 11,8 %, науковці, спеціалісти, менеджери — 9,4 %.